# BTEX
BTEX è l'acronimo di benzene, toluene, etilbenzene e xilene. Queste sostanze fanno parte dei composti organici volatili (COV) che si trovano nei prodotti derivati dal petrolio quali il benzene, il toluene, l'etilbenzene e lo xilene, che hanno effetti negativi sul sistema nervoso centrale.
Le sostanze BTEX sono tristemente note a causa della contaminazione del suolo e delle acque sotterranee. La contaminazione di solito si verifica nelle vicinanze di raffinerie di petrolio e gas naturale, stazioni di servizio e altre zone con serbatoi interrati di stoccaggio (UST) o serbatoi sopraelevati (AST) contenenti benzina o altri prodotti petroliferi. L'equivalente di "BTEX Total" è la somma delle concentrazioni di ciascuna delle componenti del BTEX e talvolta utilizzati per aiutare a valutare il rischio relativo o sostanziale dei siti contaminati e la necessità di decontaminare tali luoghi. Spesso il naftalene può essere incluso anche nelle analisi di "Total BTEX" producendo risultati che si riferiscono al BTEXN. Allo stesso modo può essere aggiunto stirene con conseguente BTEXS.